# Нювъю
Нювъю (устар. Нюв-Ю) — река в России, течёт по территории Удорского района Республики Коми. Правый приток реки Вашка.
Длина реки составляет 63 км.
Впадает в Вашку на высоте 115 м над уровнем моря.
Притоки (км от устья):
- 16 км: река без названия[4];
- 40 км: река без названия[4];
- 46 км: река без названия[4].

## Данные водного реестра
По данным государственного водного реестра России относится к Двинско-Печорскому бассейновому округу, водохозяйственный участок реки — Мезень от истока до водомерного поста у деревни Малонисогорская. Речной бассейн реки — Мезень.
Код объекта в государственном водном реестре — 03030000112103000046255.